# Дерби (коњска трка)
Дерби је најпознатија трка пунокрвних трогодишњих расних грла на хиподрому Епсон Даунс у Енглеској. Трка се одржава у јуна сваке године н стази од 2.423 м. Прве овакве трке одржане су 1780. године, а названу су по оснивачу лорду Едварду Дербију.
У обичном говору (дерби), свака важна спортска утакмица, сусрет најбољих противника.